# Megan Leavey (película)
Megan Leavey (en algunos países Sargento Rex) es una película biográfica y dramática estadounidense de 2017. Retrata la historia de Megan Leavey, una marine americana, y su perro de guerra Rex.
La película se estrenó el 9 de junio de 2017 por Bleecker Street, recibió críticas positivas y recaudó $ 14 millones. Fue galardonada con el premio Truly Moving Picture Award en el Festival Internacional de Cine de Heartland.

## Trama
En Valley Cottage (estado de Nueva York) en 2001, la adolescente Megan Leavey (Kate Mara) no encuentra el rumbo trabajando de payaso y sin motivaciones para estudiar. Cuando es despedida y cansada de la mal relación con su madre (Edie Falco), quien se divorció de su padre por engañarlo, decide unirse al Cuerpo de Marines de los Estados Unidos para irse del pueblo.
Leavey llega al MCRD Parris Island donde resulta ser una recluta de bajo rendimiento durante la instrucción militar, pero aun así logra graduarse. Ya sirviendo en la Base de San Diego, es castigada por orinar su pavimento durante el día franco estando alcoholizada con sus compañeras y se la envía a la unidad K-9 para limpiar y otras tareas. Allí conoce a un imponente pastor alemán llamado Rex (E168), que la muerde e intimida.
Convencida de haber encontrado su vocación, se entrena y mejora su rendimiento militar para entrar al programa canino y lo logra, siéndole asignado Rex. Allí el sargento instructor Andrew Dean (Tom Felton) le enseñará a formar un vínculo con Rex. 
En 2006 ambos son enviados a servir en Ramadi, ciudad de Irak, por la Guerra contra el terrorismo. Leavey conoce allí al marine Matt Morales (Ramón Rodriguez) y salva vidas al detectar eficazmente bombas y minas con Rex. Pero en una misión son heridos por un artefacto explosivo improvisado, Leavey es enviada y Rex hace lo mismo semanas después.
En casa Leavey recibe el Corazón Púrpura, se percata que Rex padece la fatiga de combate, ella rompe con Morales debido a que éste renovó su contrato de servicio con los Marines sin consultarle y no se adapta a la vida civil debido a sufrir la neurosis de guerra. Ella se retira del servicio militar y Rex es enviado nuevamente a Irak por su buen desempeño anterior. Leavety entonces hará todo lo posible por lograr el retiro de Rex y adoptarlo.
En 2012 Rex es retirado y Leavey puede adoptarlo, gracias a su campaña en los noticieros e intervención del senador Chuck Schumer, acudiendo antes al acto de baja honrosa del perro y concretando el ansiado encuentro. La película termina contando que Rex vivió feliz con Leavey y murió el 22 de diciembre de 2012.

## Elenco

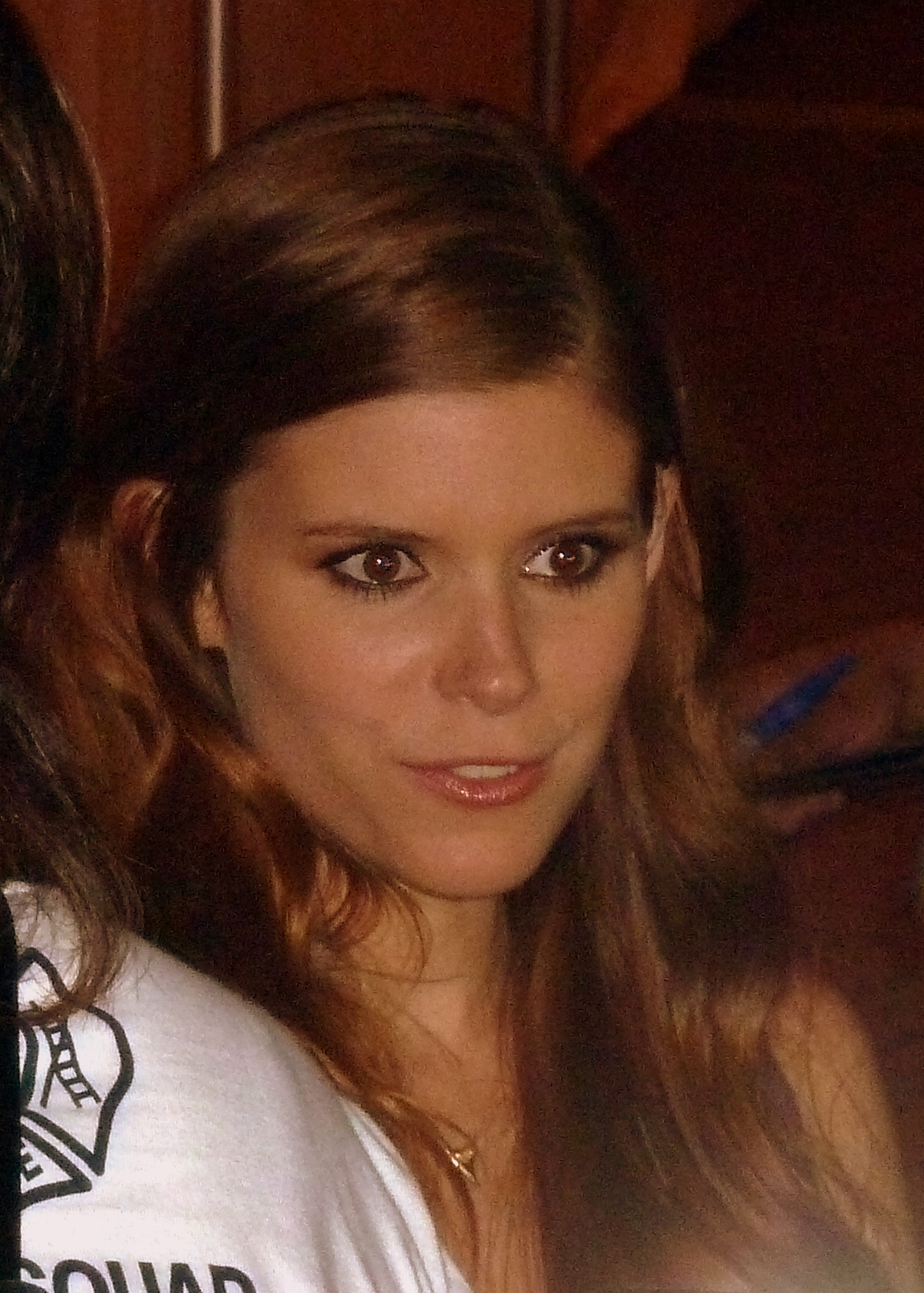
Kate Mara es la protagonista principal.

La verdadera Megan Leavey realiza un cameo como una instructora canina. Mientras que Rex es interpretado por Varco, en un papel no acreditado.
- Kate Mara es la marine Megan Leavey, protagonista principal.
- Ramón Rodríguez es Matt Morales, un marine de la unidad K-9.
- Edie Falco es Jackie, la madre de Megan.
- Tom Felton es el sargento Andrew Dean, un instructor canino.
- Bradley Whitford es Bob Leavey, el padre de Megan.
- Common es el oficial Gunny Martin, jefe de la unidad K-9.
- Geraldine James es la veterinaria, una mujer severa.
- Will Patton es el esposo de Jackie, un desempleado.

## Producción

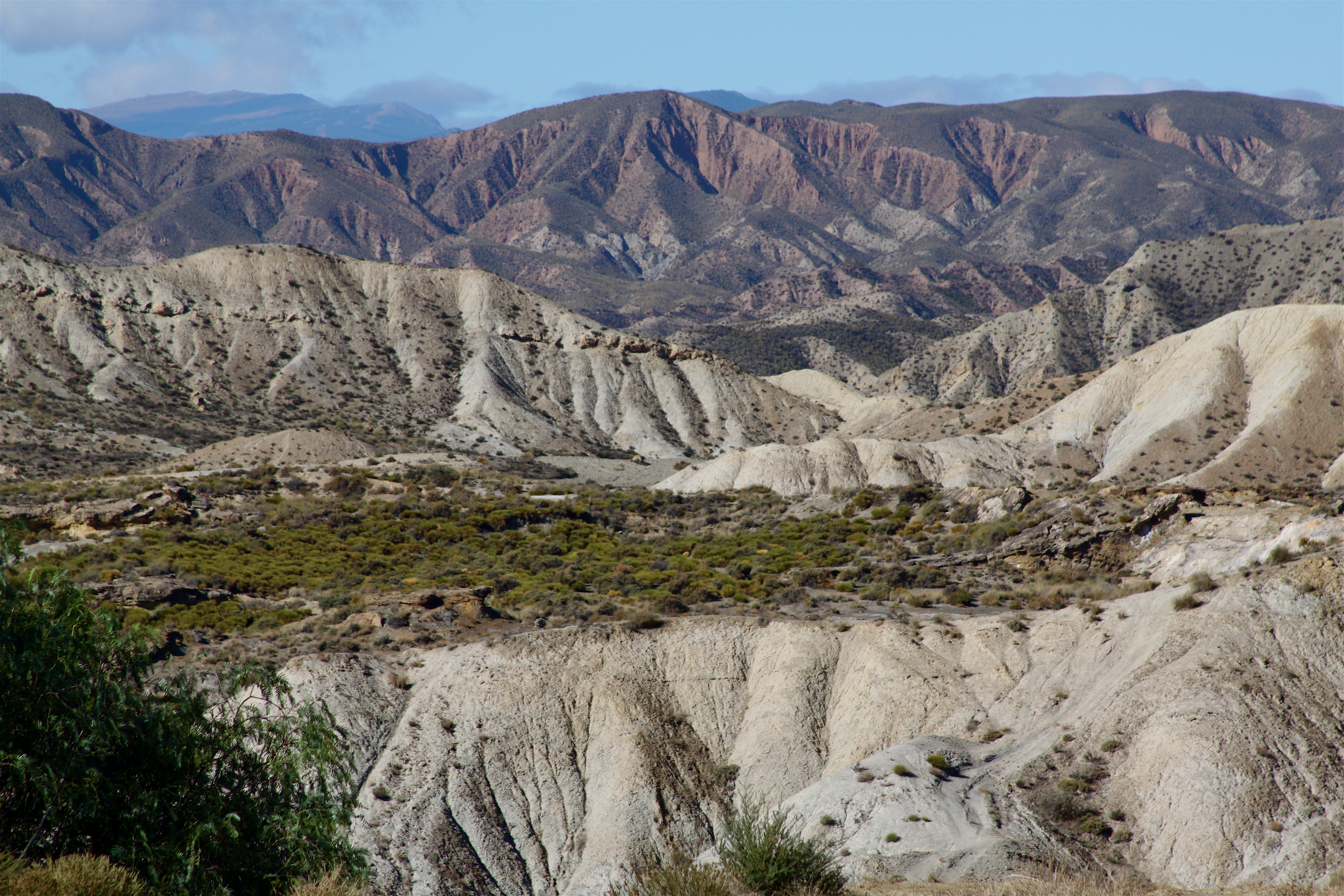
Para las escenas de la guerra en Irak se filmó en el Desierto de Tabernas, España.

El 7 de agosto de 2015 LD Entertainment anunció que Gabriela Cowperthwaite dirigiría una película escrita por Pamela Gray, sobre la exmarine Megan Leavey y su perro de guerra Rex. Mara sería la actriz principal y estaría acompañada por Common, Falco, Felton y Rodríguez en los papeles secundarios.
El rodaje comenzó el 12 de octubre de 2015 en Charleston (Carolina del Sur), incluyendo escenas filmadas en The Citadel. Las otras escenas se filmaron en Georgia y la ciudad de Nueva York, mientras que para las extensas escenas de Irak y la guerra usaron el Desierto de Tabernas en España.

### Mercadotecnia
En enero de 2017, Bleecker Street adquirió los derechos de distribución. En Australia y el Reino Unido la llamó Rex, mientras que en Alemania la renombró Sargento Rex.
Se lanzó en formato Blu-ray y DVD, el 5 de septiembre por Universal Studios Home Entertainment.

## Recepción
Megan Leavey se estrenó el 9 de junio de 2017 junto con It Comes at Night y La Momia. Se esperaba que recaudara alrededor de $ 3 millones en 1956 salas de cine en su primer fin de semana, pero terminó recaudando $ 3.8 millones y salió octava en la taquilla.

### Crítica
En Rotten Tomatoes la película tiene un índice de aprobación del 85% según 103 reseñas, con una calificación promedio de 6.8/10. El consenso crítico del sitio dice: «Megan Leavey honra a sus sujetos de la vida real con un drama sensible y edificante cuya emoción honesta compensa con creces su enfoque suave de la historia». En Metacritic, que asigna una calificación normalizada, la película tiene un puntaje promedio de 66 sobre 100, basado en 25 críticos, lo que indica «críticas generalmente favorables». El público encuestado por CinemaScore le dio a la película una calificación promedio de «A», en una escala de A+ a F.